# Kreunkari (ö i Egentliga Finland)
Kreunkari är en ö i Finland.   Den ligger i kommunen Nystad i den ekonomiska regionen Nystadsregionen och landskapet Egentliga Finland, i den sydvästra delen av landet, 200 km väster om huvudstaden Helsingfors.
Terrängen på Kreunkari är varierad.  I omgivningarna runt Kreunkari växer i huvudsak barrskog.